# Micippa philyra
Micippa philyra är en kräftdjursart som först beskrevs av J. F. W. Herbst 1803.  Micippa philyra ingår i släktet Micippa och familjen Mithracidae. Inga underarter finns listade i Catalogue of Life.